# Сент-Матьюс (Южная Каролина)
Сент-Матьюс (англ. St. Matthews) — крупнейший город и административный центр (столица) округа Калхун в штате Южная Каролина в Соединённых Штатах Америки.
Согласно результатам переписи населения США, проведённой в 2020 году, число жителей города составляло 1841 человек, что, для такого небольшого населённого пункта, существенно меньше (− 8,9%), чем было во время предыдущей переписи прошедшей в 2010 году (2021 человек).

## История

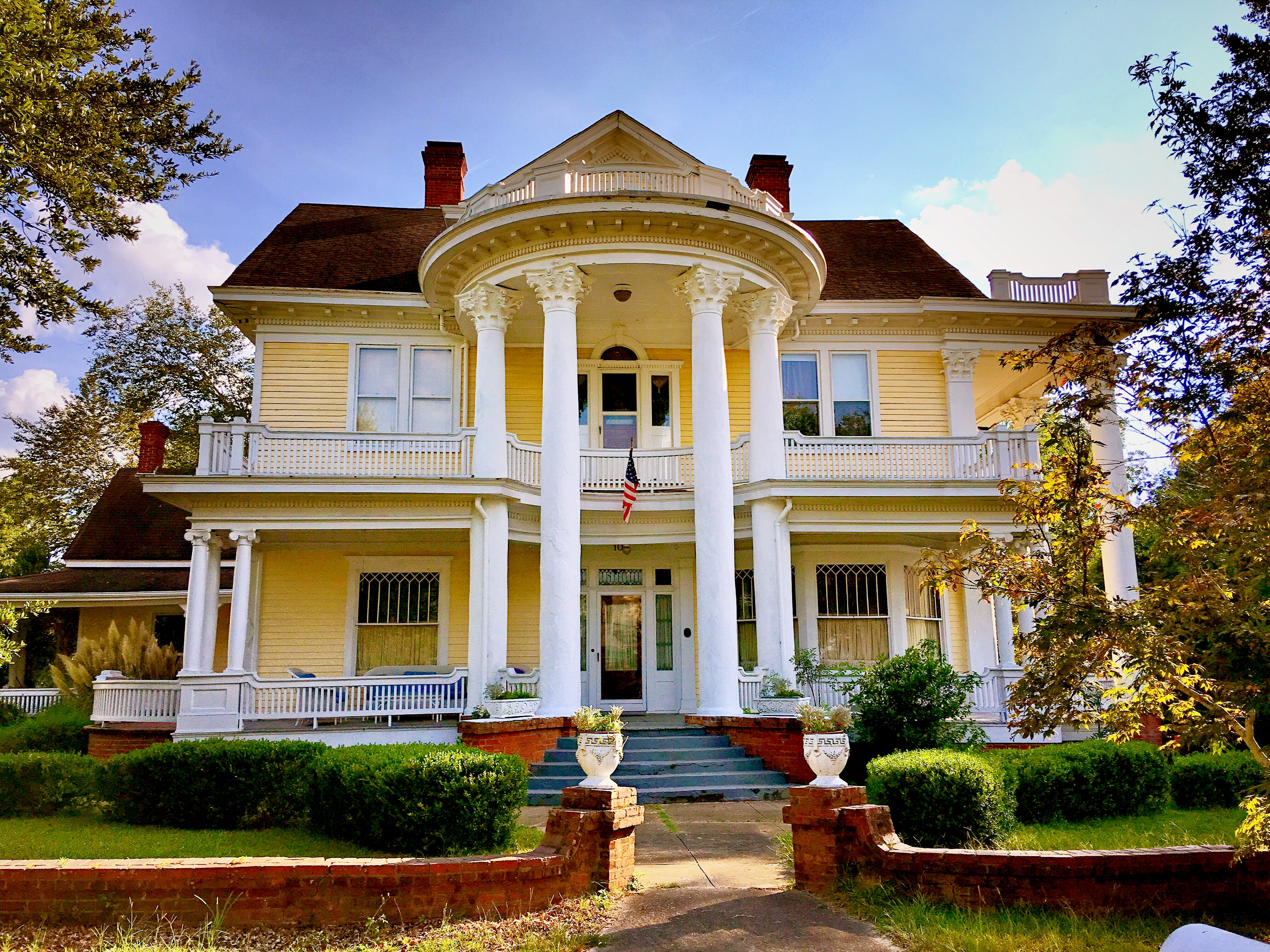
Дом полковника Бэнкса в Сент-Матьюсе

Сообщество было основано в 1730-х годах губернатором Южной Каролины Робертом Джонсоном и первоначально называлось Амелия (англ. Amelia). Позднее название было изменено на Сент-Матьюс.
Своего пикового значения (2496 человек) население города достигло в 1980 году и с тех пор число горожан постоянно сокращалось (по состоянию на 2025 год).
Исторический центр города и множество отдельных архитектурных объектов города были занесены в Национальный реестр исторических мест США, что привлекает множество туристов и существенно способствует наполнению городского бюджета.

## География
В соответствии с данными указанными на сайте центрального статистического органа страны — Бюро переписи населения США, общая площадь города Сент-Матьюс составляет 1,93 квадратных мили (4,99 км²), из которых 1,92 квадратных мили (4,97 км²) занимает суша и 0,01 квадратных мили (0,02 км² или 0,35%) приходится на водную поверхность.